# タピオ・ヌルメラ
タピオ・ヌルメラ（タピオ・ユハニ・ヌルメラ、Tapio Juhani Nurmela, 1975年1月2日 - ）は、フィンランドのラッピ県ロヴァニエミ出身のノルディック複合選手。1998年長野オリンピックの4x5km団体（サンパ・ラユネン、ハンヌ・マンニネン、ヤリ・マンティラ）で銀メダルを獲得、世界選手権でも1997年大会の団体で銀メダル、1999年大会の団体では金メダルを獲得した。
ノルディック複合・ワールドカップでは1997年12月29日に個人スプリント4位となったのが自己最高位、総合では1996/1997シーズンの15位が最高位である。